# アメリカ競馬名誉の殿堂博物館

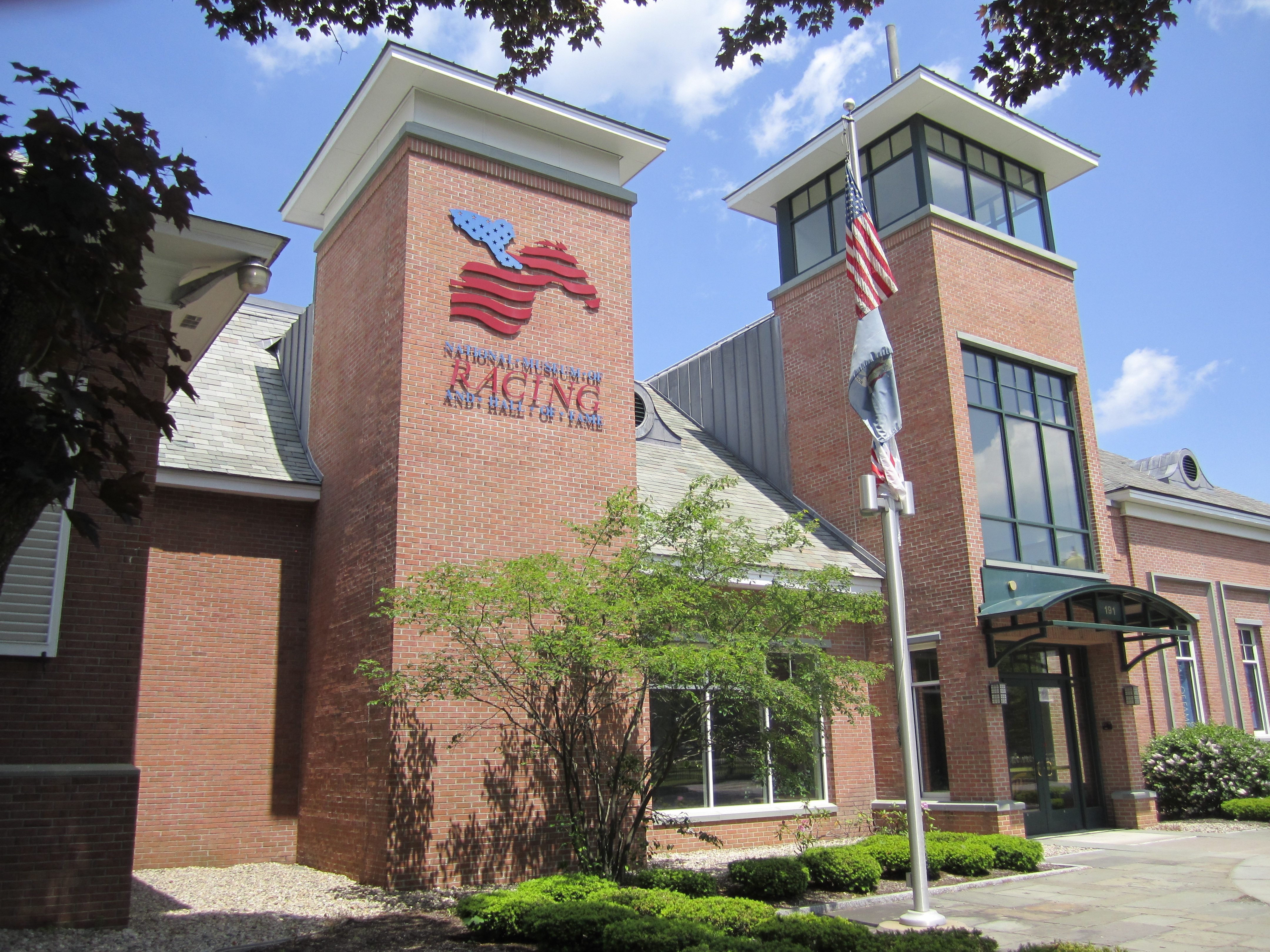
博物館外観

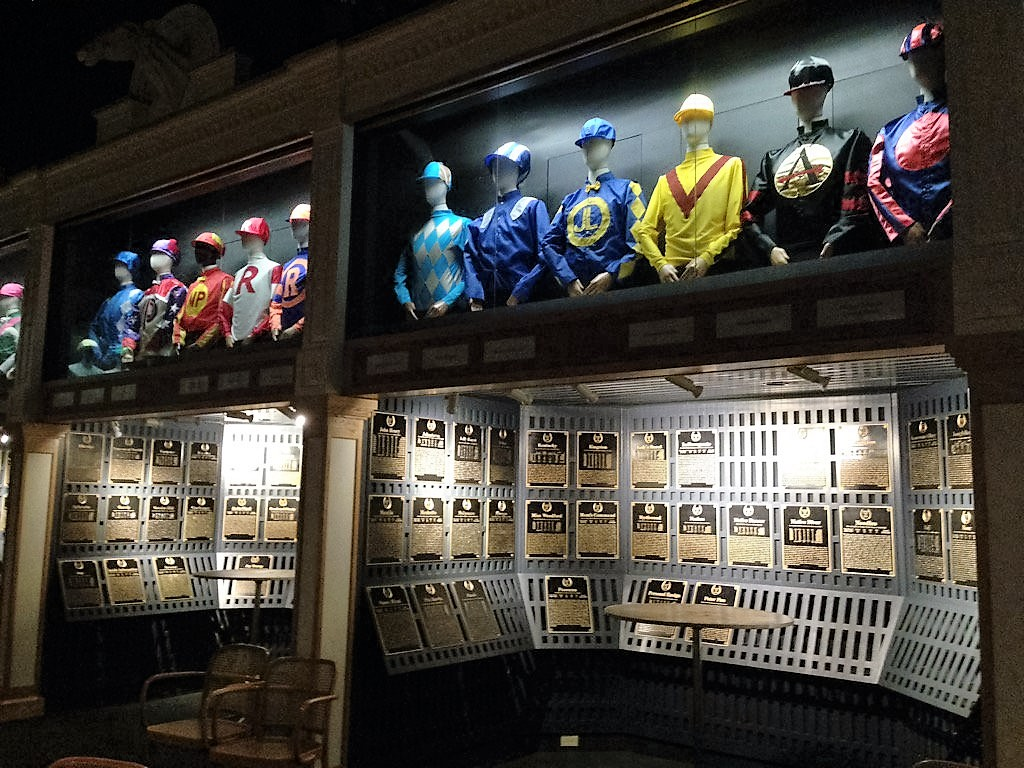
博物館の内部展示

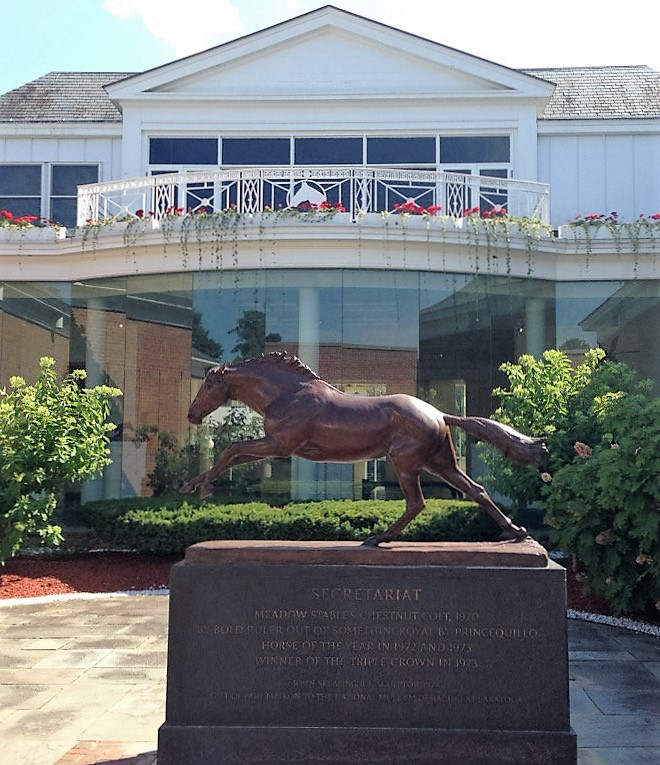
博物館内に飾られたセクレタリアトの彫像

アメリカ競馬名誉の殿堂博物館（アメリカけいば めいよのでんどうはくぶつかん、National Museum of Racing and Hall of Fame）は、1951年にニューヨーク州サラトガ・スプリングズに設立された博物館で、アメリカ合衆国のサラブレッド競走馬、騎手および調教師の業績を称える殿堂。毎年春に「殿堂入り」の最終候補者の選定を行い、ケンタッキーダービーが行われる5月初旬に最終選定を行う。サラトガ競馬場では、アメリカ競馬名誉の殿堂博物館ステークスというG2競走が行われる。

## 歴史
1951年にサラトガにあるキャンフィールドカジノの一室に設けられたのが最初で、サラトガスプリングス市が2,500ドル、サラトガ競馬協会が5,000ドル、さらに数々の有志による出資や絵画・記念品などの供出により完成した。記念すべき最初の所蔵品はレキシントンの蹄鉄であった。
1955年、博物館は現在のサラトガ競馬場正門近郊の現在地に移転、同年より競馬の殿堂選考も行うようになった。

## 競走馬
初期の殿堂選考は歴史家に会議で行われており、初年度の1955年には9頭の競走馬が殿堂入りを果たしている。1956年には世紀の変わり目に活躍した11頭が新たに加わり、1957年には1930年代前半の馬が10頭加わった。それ以降はそれぞれの時代で現代的な馬が加えられ続けている。

現在の規定では、殿堂入り選考の対象は引退から5年以上経過した馬とされている。サラブレッドは最後の競走から5年以上25年以内の馬が選考対象となり、また25年以上経過している馬についても歴史的審査委員会によって選考が加えられる場合がある。
（選定年）
- A.P. Indy （2000年）
- Ack Ack （1986年）
- Affectionately （1989年）
- Affirmed （1980年）
- All Along （1990年）
- Alsab （1976年）
- Alydar （1989年）
- Alysheba （1993年）
- American Eclipse （1970年）
- American Pharoah（2021年）
- Ancient Title （2008年）
- Armed （1963年）
- Arrogate(2023年)
- Artful （1956年）
- Arts and Letters （1994年）
- Aristides（2024年）
- Azeri （2010年）
- Ashado（2014年）
- Assault （1964年）
- Battleship （1969年）
- Bayakoa （1998年）
- Bed o'Roses （1976年）
- Beldame （1956年）
- Ben Brush （1955年）
- Ben Nevis II （2009年）
- Best Pal （2010年）
- Bewitch （1977年）
- Billy Kelly （2015年）
- Bimelech （1990年）
- Beholder（2022年）
- Black Gold （1989年）
- Black Helen （1991年）
- Blue Larkspur （1957年）
- Bold 'n Determined （1997年）
- Bold Ruler （1973年）
- Bon Nouvel （1976年）
- Boston （1955年）
- Bowl of Flowers （2004年）
- Broomstick （1956年）
- Buckpasser （1970年）
- Busher （1964年）
- Bushranger （1967年）
- Cafe Prince （1985年）
- Carry Back （1975年）
- Cavalcade （1993年）
- California Chrome （2023年）
- Challedon （1977年）
- Chris Evert （1988年）
- Cicada （1967年）
- Cigar （2002年）
- Citation （1959年）
- Clifford（2014年）
- Coaltown （1983年）
- Colin （1956年）
- Commando （1956年）
- Cougar II （2006年）
- Count Fleet （1961年）
- Crusader （1995年）
- Curlin（2014年）
- Dahlia （1981年）
- Damascus （1974年）
- Dance Smartly （2003年）
- Dark Mirage （1974年）
- Davona Dale （1985年）
- Desert Vixen （1979年）
- Devil Diver （1980年）
- Discovery （1969年）
- Domino （1955年）
- Dr. Fager （1971年）
- Duke of Magenta（2011年）
- Easy Goer （1997年）
- Eight Thirty （1994年）
- Elkridge （1966年）
- Emperor of Norfolk （1988年）
- Equipoise （1957年）
- Exceller （1999年）
- Exterminator （1957年）
- Fair Play （1956年）
- Fairmount （1985年）
- Fashion （1980年）
- Firenze （1981年）
- Flatterer （1994年）
- Flawlessly （2004年）
- Foolish Pleasure （1995年）
- Forego （1979年）
- Fort Marcy （1998年）
- Gallant Bloom （1977年）
- Gallant Fox （1957年）
- Gallant Man （1987年）
- Gallorette （1962年）
- Gamely （1980年）
- Genuine Risk （1986年）
- Go For Wand （1996年）
- Goldikova （2017年）
- Good Night Shirt （2017年）
- Good and Plenty （1956年）
- Ghostzapper（2012年）
- Gun Runner(2024年)
- Granville （1997年）
- Grey Lag （1957年）
- Gun Bow （1999年）
- Hamburg （1986年）
- Hanover （1955年）
- Henry of Navarre （1985年）
- Heavenly Prize（2018年）
- Hill Prince （1991年）
- Hillsdale（2022年）
- Hindoo （1955年）
- Holy Bull （2001年）
- Housebuster（2013年）

- Imp （1965年）
- Inside Information （2008年）
- Invasor（2013年）
- Justify（2024年）
- Jay Trump （1971年）
- John Henry （1990年）
- Johnstown （1992年）
- Jolly Roger （1965年）
- Kelso （1967年）
- Kentucky （1983年）
- Kingston （1955年）
- La Prevoyante （1995年）
- Lady's Secret （1992年）
- Lecomte(2024年)
- Loyal Heroine（2022年）
- Lava Man （2015年）
- L'Escargot （1977年）
- Lexington （1955年）
- Lonesome Glory （2005年）
- Longfellow （1971年）
- Lure（2013年）
- Luke Blackburn （1956年）
- Majestic Prince （1988年）
- Manila （2008年）
- Man O' War （1957年）
- Maskette （2001年）
- McDynamo（2013年）
- Miesque （1999年）
- Miss Woodford （1967年）
- Mom's Command （2007年）
- Myrtlewood （1979年）
- My Juliet（2019年）
- Nashua （1965年）
- Native Dancer （1963年）
- Native Diver （1978年）
- Needles （2000年）
- Neji （1966年）
- Noor （2002年）
- Northern Dancer （1976年）
- Oedipus （1978年）
- Old Rosebud （1968年）
- Omaha （1965年）
- Open Mind（2011年）
- Pan Zareta （1972年）
- Parole （1984年）
- Paseana （2001年）
- Personal Ensign （1993年）
- Peter Pan （1956年）
- Preakness（2018年）
- Planet（2012年）
- Point Given （2010年）
- Precisionist （2003年）
- Princess Doreen （1982年）
- Princess Rooney （1991年）
- Rachel Alexandra （2016年）
- Real Delight （1987年）
- Regret （1957年）
- Reigh Count （1978年）
- Riva Ridge （1998年）
- Roamer （1981年）
- Roseben （1956年）
- Royal Delta（2019年）
- Royal Heroine（2022年）
- Round Table （1972年）
- Ruffian （1976年）
- Ruthless （1975年）
- Safely Kept（2011年）
- Salvator （1955年）
- Sarazen （1957年）
- Seabiscuit （1958年）
- Searching （1978年）
- Seattle Slew （1981年）
- Secretariat （1974年）
- Serena's Song （2002年）
- Shuvee （1975年）
- Silverbulletday （2009年）
- Silver Charm （2007年）
- Silver Spoon （1978年）
- Sir Archy （1955年）
- Sir Barton （1957年）
- Skip Away （2004年）
- Sky Beauty（2011年）
- Slew o'Gold （1992年）
- Smarty Jones（2025年）
- Songbird(2023年)
- Spectacular Bid （1982年）
- Stymie （1975年）
- Sun Beau （1996年）
- Sunday Silence （1996年）
- Susan's Girl （1976年）
- Swaps （1966年）
- Swoon's Son （2007年）
- Sword Dancer （1977年）
- Sysonby （1956年）
- Ta Wee （1994年）
- Ten Broeck （1982年）
- Tim Tam （1985年）
- Tiznow （2009年）
- Tepin（2022年）
- Tom Ochiltree （2016年）
- Tom Fool （1960年）
- Top Flight （1966年）
- Tosmah （1984年）
- Tuscalee（2013年）
- Twenty Grand （1957年）
- Twilight Tear （1963年）
- Two Lea （1982年）
- Wise Dan（2020年）
- Waya（2019年）
- War Admiral （1958年）
- Whirlaway （1959年）
- Whisk Broom II （1979年）
- Winning Colors （2000年）
- Xtra Heat（2015年）
- Zaccio （1990年）
- Zenyatta （2016年）
- Zev （1983年）

## 騎手
現代の規定においては、騎手はサラブレッド競馬の免許取得から20年以上の経歴があることが殿堂選考の資格となる。20年以上の経歴を持つ騎手の場合、引退後も25年間は殿堂選考の資格を持つ。また、25年以上経過している騎手についても歴史的審査委員会によって選考が加えられる場合がある。体調不良などが理由で経歴期間を満たせなかった場合でも殿堂選考にかけられる場合もあるが、その場合は引退から5年の休止期間が設けられる。
（選定年）
- Sandy Hawley （1992年）
- John Adams （1965年）
- Dooley Adams （1970年）
- Chris Antley（2015年）
- Joe Aitcheson, Jr. （1978年）
- Alex Solis（2014年）
- Eddie Arcaro （1958年）
- Ted Atkinson （1957年）
- Braulio Baeza （1976年）
- Jerry Bailey （1995年）
- George Barbee （1996年）
- Shelby Barnes（2011年）
- Caroll K. Bassett （1972年）
- Russell Baze （1999年）
- Walter Blum （1987年）
- Bill Boland （2006年）
- Calvin Borel（2013年）
- Pete Bostwick （1968年）
- Sam Boulmetis, Sr. （1973年）
- Steve Brooks  （1963年）
- Don Brumfield （1996年）
- Thomas H. Burns （1983年）
- James H. Butwell （1984年）
- J. Dallett Byers （1967年）
- Steve Cauthen （1994年）
- Frank Coltiletti （1970年）
- Angel Cordero, Jr. （1988年）
- Robert H. Crawford （1973年）
- Javier Castellano （2017年）
- Pat Day  （1991年）
- Eddie Delahoussaye （1993年）
- Kent Desormeaux （2004年）
- Ramon Domingues （2016年）
- Lavelle Ensor （1962年）
- Victor Espinoza （2017年）
- Laverne Fator （1955年）
- Earlie Fires （2001年）
- Jerry Fishback （1992年）
- Mack Garner （1969年）
- Edward Garrison （1955年）
- Avelino Gomez （1982年）
- Garrett Gomez（2017年）
- Henry F. Griffin （1956年）
- Eric Guerin （1972年）
- Anthony Hamilton（2012年）
- Bill Hartack （1959年）
- Lloyd Hughes （2014年）
- Albert Johnson （1971年）
- William J. Knapp （1969年）
- Julie Krone （2000年）
- Clarence Kummer （1972年）
- Charles Kurtsinger （1967年）
- Johnny Loftus （1959年）
- Johnny Longden （1958年）
- Daniel A. Maher （1955年）
- Eddie Maple （2009年）

- J. Linus McAtee （1956年）
- Chris McCarron （1989年）
- Conn McCreary （1975年）
- Rigan McKinney （1968年）
- Jim McLaughlin （1955年）
- Walter Miller （1955年）
- Isaac Murphy （1955年）
- Corey Nakatani（2023年）
- Ralph Neves （1960年）
- Joe Notter （1963年）
- Winfield O'Conner （1956年）
- George Odom （1955年）
- Frank O'Neill （1956年）
- Ivan H. Parke （1978年）
- Gilbert W. Patrick （1970年）
- Craig Perret（2019年）
- Laffit Pincay, Jr. （1975年）
- Edgar Prado （2008年）
- Samuel Purdy （1970年）
- John Reiff （1956年）
- Alfred Robertson （1971年）
- John L. Rotz （1983年）
- Randy Romero （2010年）
- Joel Rosario(2024年)
- Earl Sande （1955年）
- Jose Santos  （2007年）
- Johnny Sellers （2007年）
- Carroll H. Shilling （1970年）
- Willie Shoemaker （1958年）
- Willie Simms （1977年）
- Tod Sloan （1955年）
- Mike E. Smith  （2003年）
- Alfred P. Smithwick （1973年）
- Gary Stevens （1997年）
- James Stout （1968年）
- Fred Taral （1955年）
- Fernando Toro(2023年)
- Bayard Tuckerman, Jr. （1973年）
- Ron Turcotte （1979年）
- Nash Turner （1955年）
- Bobby Ussery （1980年）
- Ismael Valenzuela （2008年）
- Jacinto Vasquez （1998年）
- John Velazquez （2012年）
- Jorge Velasquez （1990年）
- Thomas M. Walsh （2005年）
- Jack Westrope （2002年）
- Jimmy Winkfield （2004年）
- George Woolf （1955年）
- Raymond Workman （1956年）
- Wayne D. Wright （2016年）
- Manuel Ycaza （1977年）

## 調教師
現代の規定においては、調教師はサラブレッド競馬の免許取得から25年以上の経歴があることが殿堂選考の資格となる。25年以上の経歴を持つ調教師の場合、引退後も25年間は殿堂選考の資格を持つ。また、25年以上経過している調教師についても歴史的審査委員会によって選考が加えられる場合がある。体調不良などが理由で経歴期間を満たせなかった場合でも殿堂選考にかけられる場合もあるが、その場合は引退から5年の休止期間が設けられる。
（選定年）
- Steven Asmussen （2016年）
- Roger Attfield（2012年）
- Bob Baffert （2009年）
- Laz Barrera （1979年）
- H. Guy Bedwell （1971年）
- Edward D. Brown （1984年）
- Preston M. Burch （1963年）
- William P. Burch （1955年）
- J. Elliott Burch （1980年）
- Fred Burlew （1973年）
- Matthew Byrnes（2011年）
- Mark Casse（2020年）
- Frank E. Childs （1968年）
- Henry S. Clark （1982年）
- W. Burling Cocks （1985年）
- James P. Conway （1996年）
- Warren A. Croll, Jr. （1994年）
- Bud Delp （2002年）
- Neil Drysdale （2000年）
- William Duke （1956年）
- Janet Elliot （2009年）
- Louis Feustel （1964年）
- James Fitzsimmons （1958年）
- Jack Fisher（2021年）
- Henry Forrest （2007年）
- Bobby Frankel （1995年）
- John M. Gaver, Sr. （1966年）
- Carl Hanford （2006年）
- Thomas J. Healey （1955年）
- Samuel C. Hildreth （1955年）
- Sonny Hine （2003年）
- Maximilian Hirsch （1959年）
- William J. Hirsch （1982年）
- Thomas Hitchcock （1973年）
- Jerry Hollendorfer（2011年）
- Hollie Hughes （1973年）
- John J. Hyland （1956年）
- Hirsch Jacobs （1958年）
- H. Allen Jerkens （1975年）
- Philip G. Johnson （1997年）
- William R. Johnson （1986年）
- LeRoy Jolley （1987年）
- Benjamin A. Jones （1958年）
- Horace A. Jones （1959年）
- Gary Jones（2014年）
- A. Jack Joyner （1955年）
- Tommy Kelly （1993年）
- Lucien Laurin （1977年）
- William Lakeland (2018年)
- King T. Leatherbury（2015年）
- J. Howard Lewis （1969年）
- D. Wayne Lukas （1999年）
- Horatio Luro （1980年）

- John E. Madden （1983年）
- James W. Maloney （1989年）
- Richard Mandella （2001年）
- Pancho Martin （1981年）
- Ron McAnally （1990年）
- Frank McCabe （2007年）
- Henry McDaniel （1956年）
- Claude R. McGaughey III （2004年）
- MacKenzie Miller （1987年）
- Michael Millerick （2010年）
- William Molter （1960年）
- Bill Mott （1998年）
- W. F. Mulholland （1967年）
- Carl Nafzger （2008年）
- Edward A. Neloy （1983年）
- John A. Nerud （1972年）
- Burley Parke （1986年）
- Angel Penna, Sr. （1988年）
- Jacob Pincus （1988年）
- Todd Pletcher（2021年）
- John W. Rogers （1955年）
- James G. Rowe, Sr. （1955年）
- Flint S. Schulhofer （1992年）
- Jonathan Sheppard （1990年）
- Robert A. Smith （1976年）
- Tom Smith （2001年）
- Daniel Michael Smithwick （1971年）
- Woody Stephens （1976年）
- Mesh Tenney （1991年）
- Henry J. Thompson （1969年）
- Harry Trotsek （1984年）
- Jack Van Berg （1985年）
- Marion Van Berg （1970年）
- John M. Veitch （2007年）
- Sylvester Veitch （1977年）
- Thomas H. Voss（2017年）
- Robert W. Walden  （1970年）
- Michael G. Walsh （1997年）
- Sherrill W. Ward （1978年）
- Sidney Watters, Jr. （2005年）
- Robert Wheeler（2012年）
- Oscar White(2022年)
- Frank Whiteley, Jr. （1978年）
- Charlie Whittingham （1974年）
- Ansel Williamson （1998年）
- William C. Winfrey （1971年）
- G. Carey Winfrey （1975年）
- Nick Zito （2005年）

## 模範ホースマン
騎手・調教師の他に、競馬界に貢献した人物に「模範ホースマン」(Exemplars of Racing)として表彰している。
（選定年）
- George D. Widener, Jr. （1971年）
- Walter M. Jeffords （1973年）
- John W. Hanes （1982年）
- Paul Mellon （1989年）
- Martha Farish Gerry （2007年）

## ピラー・オブ・ザ・ターフ
2013年より始まった殿堂部門で、アメリカ競馬界において長年の貢献をしてきた人物を顕彰するものである。選出されるには基本的に25年以上の競馬への関わりが必要となるが、選考委員会は特別な場合にはこの規定を無視して選出することもできる。
（選定年）
- August Belmont Jr. （2013年）
- Paul Mellon（2013年）
- Edward R. Bradley（2014年）
- E. P. Taylor（2014年）
- Alfred G. Vanderbilt Jr.（2015年）
- John Hay Whitney（2015年）
- Arthur B. Hancock Jr.（2016年）
- William Woodward Sr.（2016年）
- John R. Gaines（2017年）
- Matt Winn（2017年）
- Ogden Mills "Dinny" Phipps（2017年）
- Elias J. Baldwin （2018年）
- August Belmont （2018年）
- W. Cothran Campbell （2018年）
- Penny Chenery （2018年）
- John W. Galbreath （2018年）
- Arthur B. Hancock （2018年）
- Hal Price Headley （2018年）
- John Morrissey （2018年）
- Dr. Charles H. Strub （2018年）
- William Collins Whitney （2018年）
- Harry Payne Whitney （2018年）
- Cornelius Vanderbilt Whitney （2018年）

- Christopher T. Chenery（2019年）
- Frank E. Kilroe（2019年）
- Gladys Mills Phipps（2019年）
- Helen Hay Whitney（2019年）
- James E. Bassett III（2019年）
- James R. Keene（2019年）
- John Hettinger（2019年）
- Marylou Whitney（2019年）
- Ogden Phipps（2019年）
- Richard L. Duchossois（2019年）
- Warren Wright Sr.（2019年）
- William S. Farish（2019年）
- Alice Headley Chandler（2020年）
- George D. Widener, Jr.（2020年）
- J. Keene Daingerfield, Jr.（2020年）